# Marcela Zacarías

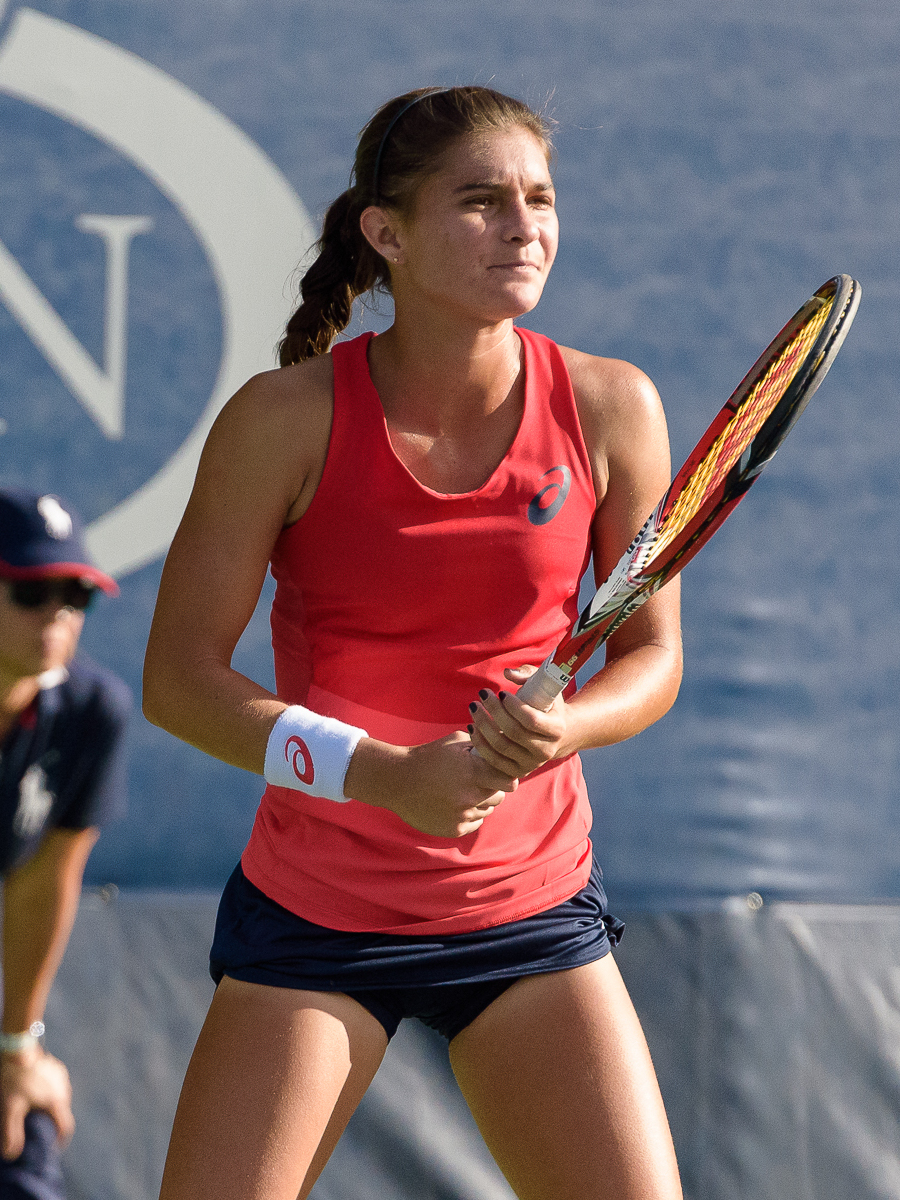
US Open 2015 (kwalificatie)

Dit is een Spaanse naam; Zacarías is de vadernaam en Valle is de moedernaam.
Marcela Zacarías Valle (San Luis Potosí, 26 maart 1994) is een tennisspeelster uit Mexico. Zacarías begon met tennis toen zij zeven jaar oud was. Haar favoriete ondergrond is hardcourt. Zij speelt rechtshandig en heeft een tweehandige backhand. Zij is actief in het internationale tennis sinds 2008.

## Loopbaan

### Enkelspel
Zacarías debuteerde op veertienjarige leeftijd op het ITF-toernooi van Celaya (Mexico). Zij stond in 2012 voor het eerst in een finale, op het ITF-toernooi van Mexico-Stad (Mexico) – hier veroverde zij haar eerste titel, door landgenote Victoria Rodríguez te verslaan. Tot op heden(juni 2023) won zij zeventien ITF-titels, de meest recente in 2022 in Rancho Santa Fe (VS).
In 2014 speelde Zacarías voor het eerst op een WTA-hoofdtoernooi, op het toernooi van Acapulco. Haar beste resultaat op de WTA-toernooien is het bereiken van de tweede ronde op het toernooi van Monterrey 2022.
Haar hoogste notering op de WTA-ranglijst is de 159e plaats, die zij bereikte in oktober 2022.

### Dubbelspel
Zacarías behaalde in het dubbelspel betere resultaten dan in het enkelspel. Zij debuteerde in 2008 op het ITF-toernooi van haar geboorteplaats San Luis Potosí (Mexico), samen met landgenote Ana Sofía Sánchez uit dezelfde geboorteplaats. Zij stond in 2012 voor het eerst in een finale, op het ITF-toernooi van Mexico-Stad (Mexico), geflankeerd door landgenote Ximena Hermoso – hier veroverde zij haar eerste titel, door het duo Nika Koechartsjoek en Jessica Lawrence  te verslaan. Tot op heden(juni 2023) won zij 27 ITF-titels, de meest recente in 2021 in Tyler (VS).
In 2013 speelde Zacarías voor het eerst op een WTA-hoofdtoernooi, op het toernooi van Acapulco, samen met landgenote Victoria Rodríguez – zij bereikten er de tweede ronde. Tot en met 2019 speelde Zacarías uitsluitend op toernooien in Zuid-Amerika (Acapulco en Monterrey). Haar beste resultaat op de WTA-toernooien is het bereiken van de halve finale, op het toernooi van Rabat 2022, geflankeerd door Jekaterina Jasjina. In augustus 2022 maakte zij haar entrée tot de top 150 van de wereldranglijst.
Haar hoogste notering op de WTA-ranglijst is de 119e plaats, die zij bereikte in oktober 2022.

### Tennis in teamverband
In de periode 2012–2023 maakte Zacarías deel uit van het Mexicaanse Fed Cup-team – zij vergaarde daar een winst/verlies-balans van 21–10. Zij nam deel aan de Wereldgroep-kwalificatieronde van 2023 tegen Spanje, die de Spaanse dames wonnen.

## Persoonlijk
In de in 2021 uitgebrachte tennisfilm King Richard speelde Zacarías de rol van veertienvoudig grandslamwinnares Arantxa Sánchez Vicario.

## Posities op deWTA-ranglijst
Positie per einde seizoen:
| jaar | rang enkelspel | rang dubbelspel |
| ---- | -------------- | --------------- |
| 2012 | 553            | 771             |
| 2013 | 374            | 240             |
| 2014 | 350            | 330             |
| 2015 | 190            | 215             |
| 2016 | 532            | 449             |
| 2017 | 519            | 432             |
| 2018 | 429            | 278             |
| 2019 | 306            | 195             |
| 2020 | 277            | 197             |
| 2021 | 244            | 198             |
| 2022 | 196            | 149             |

## Palmares

### Gewonnen ITF-toernooien enkelspel
| nr. | finale     | toernooi        | dotatie | ondergrond | tegenstandster in finale | score               |
| --- | ---------- | --------------- | ------- | ---------- | ------------------------ | ------------------- |
| 01. | 2012-10-14 | Mexico-Stad     | $10.000 | hardcourt  | Victoria Rodríguez       | 6-4, 6-2            |
| 02. | 2012-10-21 | Mexico-Stad     | $10.000 | hardcourt  | Nika Koechartsjoek       | 7-5, 6-1            |
| 03. | 2013-03-17 | Metepec         | $10.000 | hardcourt  | Nicole Rottmann          | 6-1, 6-1            |
| 04. | 2014-05-11 | Antalya         | $10.000 | hardcourt  | Aljona Sotnikova         | 6-3, opg.           |
| 05. | 2014-06-15 | Coatzacoalcos   | $10.000 | hardcourt  | Ximena Hermoso           | 6-3, 7-6            |
| 06. | 2014-08-31 | San Luis Potosí | $10.000 | hardcourt  | Lauren Embree            | 6-3, 3-6, 6-1       |
| 07. | 2015-02-22 | Cuernavaca      | $25.000 | hardcourt  | Nina Stojanović          | 6-3, 6-2            |
| 08. | 2015-03-29 | Metepec         | $10.000 | hardcourt  | Maria Fernanda Alves     | 6-4, 7-5            |
| 09. | 2015-04-26 | Guadalajara     | $15.000 | hardcourt  | Victoria Rodríguez       | 4-6, 6-4, 7-5       |
| 10. | 2015-05-10 | Obregón         | $15.000 | hardcourt  | Vojislava Lukić          | 6-4, 5-7, 2-1, opg. |
| 11. | 2016-07-31 | Austin          | $10.000 | hardcourt  | Ashley Kratzer           | 7-5, 6-4            |
| 12. | 2019-04-21 | Cancún          | $15.000 | hardcourt  | Andrea Renee Villarreal  | 6-4, 6-0            |
| 13. | 2019-04-28 | Cancún          | $15.000 | hardcourt  | Ana Sofía Sánchez        | 6-0, 7-5            |
| 14. | 2019-05-12 | Cancún          | $15.000 | hardcourt  | María Portillo Ramírez   | 6-3, 6-1            |
| 15. | 2019-05-19 | Cancún          | $15.000 | hardcourt  | Patricia Maria Țig       | 6-3, 6-3            |
| 16. | 2019-12-08 | Cancún          | $15.000 | hardcourt  | Aubane Droguet           | 6-2, 6-3            |
| 17. | 2022-10-09 | Rancho Santa Fe | $80.000 | hardcourt  | Katrina Scott            | 6-1, 6-2            |